# Ditassa
Ditassa is een geslacht uit de maagdenpalmfamilie (Apocynaceae). De soorten komen voor in tropisch Zuid-Amerika.

## Soorten
- Ditassa acerifolia Lasser & Maguire
- Ditassa aequicymosa E.Fourn.
- Ditassa albiflora Schltr.
- Ditassa albonerva (R.W.Holm) Morillo
- Ditassa anderssonii Morillo
- Ditassa angustifolia Decne.
- Ditassa auriflora Rapini
- Ditassa auyantepuiensis (Steyerm.) Morillo
- Ditassa ayangannensis Morillo
- Ditassa banksii R.Br. ex Schult.
- Ditassa bicolor Decne.
- Ditassa blanchetii Decne.
- Ditassa bolivarensis (R.W.Holm) Morillo
- Ditassa buntingii (Morillo) Liede
- Ditassa burchellii Hook. & Arn.
- Ditassa cangae Bitencourt & Rapini
- Ditassa capillaris E.Fourn.
- Ditassa carnevalii (Morillo) Morillo
- Ditassa caucana Pittier
- Ditassa ciliata (Moldenke) Morillo
- Ditassa cipoensis (Fontella) Rapini
- Ditassa colellae (Morillo) Morillo
- Ditassa conceptionis Fontella
- Ditassa congesta E.Fourn.
- Ditassa cordeiroana Fontella
- Ditassa crassa Schltr.
- Ditassa crassifolia Decne.
- Ditassa dardanoi T.U.P.Konno & Wand.
- Ditassa dolichoglossa Schltr.
- Ditassa duartei Fontella & T.U.P.Konno
- Ditassa duidae Gleason
- Ditassa edmundoi Fontella & C.Valente
- Ditassa emmerichiae Fontella
- Ditassa endoleuca Schltr.
- Ditassa eximia Decne.
- Ditassa fasciculata E.Fourn.
- Ditassa ferricola Bitencourt & Rapini
- Ditassa fiebrigii Malme
- Ditassa foldatsii Morillo
- Ditassa fontellae Marquete & C.Valente
- Ditassa franciscoi (Morillo) Liede
- Ditassa gardneri Decne.
- Ditassa gillespieae Morillo
- Ditassa glazioui E.Fourn.
- Ditassa gracilipes Schltr.
- Ditassa gracilis Hand.-Mazz.
- Ditassa grandiflora E.Fourn.
- Ditassa hastata Decne.
- Ditassa hispida (Vell.) Fontella
- Ditassa imbricata E.Fourn.
- Ditassa insignis Farinaccio
- Ditassa itambensis Rapini
- Ditassa jahnii (Morillo) Liede
- Ditassa juliani (Morillo) Morillo
- Ditassa laevis Mart.
- Ditassa lagoensis E.Fourn.
- Ditassa lanceolata Decne.
- Ditassa lenheirensis Silveira
- Ditassa leonii Fontella & T.U.P.Konno
- Ditassa liesneri Morillo
- Ditassa lindemanii Morillo
- Ditassa linearis Mart.
- Ditassa lisae Morillo
- Ditassa longicaulis (E.Fourn.) Rapini
- Ditassa longiloba Benth.
- Ditassa longisepala (Hua) Fontella & E.A.Schwarz
- Ditassa macarenae Morillo
- Ditassa mandonii Rusby
- Ditassa maricaensis Fontella & E.A.Schwarz
- Ditassa mattogrossensis Malme
- Ditassa microneriifolia Daniel
- Ditassa mucronata Mart.
- Ditassa multinervia (Morillo) Morillo
- Ditassa nigrescens (E.Fourn.) W.D.Stevens
- Ditassa nitida E.Fourn.
- Ditassa obcordata Mart.
- Ditassa oberdanii Fontella & Álvarez
- Ditassa obovata Morillo
- Ditassa obscura (E.Fourn.) Farinaccio & T.U.P.Konno
- Ditassa oliva-estevae Morillo
- Ditassa ottohuberi Morillo
- Ditassa oxyphylla Turcz.
- Ditassa pauciflora Decne.
- Ditassa pedunculata Malme
- Ditassa perijensis Morillo
- Ditassa peruviana Morillo
- Ditassa poeppigii E.Fourn.
- Ditassa pohliana E.Fourn.
- Ditassa racemosa Britton
- Ditassa ramosa E.Fourn.
- Ditassa retusa Mart.
- Ditassa roraimensis Schltr.
- Ditassa rotundifolia (Decne.) Baill.
- Ditassa salzmannii E.Fourn.
- Ditassa sillensis Morillo
- Ditassa silveirae Fontella
- Ditassa sipapoana Morillo
- Ditassa sobradoi (Morillo) Liede
- Ditassa subalpina Schltr.
- Ditassa subulata J.R.Johnst.
- Ditassa subumbellata Malme
- Ditassa succedanea Rapini
- Ditassa sucrensis (R.W.Holm) Morillo
- Ditassa surinamensis Morillo
- Ditassa tamayoi Morillo
- Ditassa taxifolia Decne.
- Ditassa thymifolia (Schltr.) Liede & Meve
- Ditassa tomentosa (Decne.) Fontella
- Ditassa venamensis Morillo
- Ditassa verticillata Morillo
- Ditassa violascens Schltr.
- Ditassa weberbaueri Schltr.
- Ditassa xeroneura Schltr.

Aganonerion · 
Acokanthera · 
Adenium · 
Aganosma · 
Allamanda · 
Alstonia · 
Alyxia · 
Amalocalyx · 
Anodendron · 
Apocynum .
Asclepias · 
Baharuia · 
Baissea · 
Beaumontia ·
Caralluma · 
Carissa · 
Catharanthus · 
Cerbera · 
Ceropegia (lantaarnplanten) · 
Chonemorpha · 
Cleghornia · 
Cynanchum · 
Dewevrella ·
Dischidia ·
Ditassa  ·
Echites · 
Elytropus · 
Epigynum · 
Eucorymbia · 
Forsteronia · 
Hoodia · 
Hoya · 
Hylaea · 
Huernia · 
Ichnocarpus · 
Ixodonerium · 
Kopsia · 
Landolphia · 
Lhotzkyella · 
Macroditassa · 
Mandevilla · 
Manothrix · 
Margaretta · 
Marsdenia · 
Matelea · 
Melinia ·
Melodinus  · 
Merrillanthus · 
Metaplexis · 
Metastelma · 
Microdactylon · 
Microloma · 
Miraglossum · 
Mitostigma · 
Morrenia · 
Motandra · 
Nautonia · 
Neoschumannia · 
Nephradenia · 
Notechidnopsis · 
Odontadenia · 
Odontanthera · 
Oncinema · 
Oncostemma · 
Ophionella · 
Orbea · 
Orbeanthus · 
Orbeopsis · 
Orthanthera · 
Orthosia · 
Oxypetalum · 
Oxystelma · 
Pachycarpus · 
Pachycymbium · 
Pachypodium · 
Papuechites · 
Parameria · 
Parapodium · 
Parepigynum · 
Parsonsia · 
Pectinaria · 
Pentacyphus · 
Pentarrhinum · 
Pentasachme · 
Pentastelma · 
Pentatropis · 
Peplonia · 
Pergularia · 
Periglossum · 
Petopentia · 
Pherotrichis · 
Philibertia · 
Piaranthus · 
Pleurostelma · 
Plumeria · 
Pseudolithos · 
Quaqua · 
Quisumbingia · 
Raphistemma · 
Raphionacme · 
Rauvolfia · 
Rhyncharrhena · 
Rhyssolobium · 
Rhyssostelma · 
Rhytidocaulon · 
Riocreuxia · 
Rojasia · 
Sarcolobus ·
Sarcostemma · 
Schistogyne · 
Schistonema · 
Schubertia · 
Secamone · 
Secamonopsis · 
Seutera · 
Sindechites · 
Sisyranthus · 
Solenostemma · 
Sphaerocodon · 
Stapelia · 
Stapelianthus · 
Stapeliopsis · 
Stathmostelma · 
Stenomeria · 
Stenostelma · 
Stigmatorhynchus · 
Schizozygia · 
Tacazzea · 
Tectiphiala · 
Trachelospermum · 
Urceola · 
Vallariopsis · 
Vinca (maagdenpalm) · 
Vincetoxicum (engbloem)